# Déville-lès-Rouen
 Déville-lès-Rouen  es una población y comuna francesa, en la región de Alta Normandía, departamento de Sena Marítimo, en el distrito de Rouen y cantón de Mont-Saint-Aignan.

## Demografía
| 1700 | 1550 | 1785 | 2706 | 3185 | 3916 | 3766 | 3887 | 3884 | 8643 | 9622 | 11 745 | 11 136 | 10 521 | 10 441 | 10 406 | 10 365 |
| Para los censos de 1962 a 1999 la población legal corresponde a la población sin duplicidades (Fuente: INSEE [Consultar]) |      |      |      |      |      |      |      |      |      |      |        |        |        |        |        |        |